# Lac Gillies (Ontario)
Pour les articles homonymes, voir Gillies.
Le lac Gillies, appelé localement en anglais: Gillies Lake, est un lac urbain, situé dans la ville de Timmins, dans le District de Cochrane, au nord de l'Ontario, Canada.

## Description

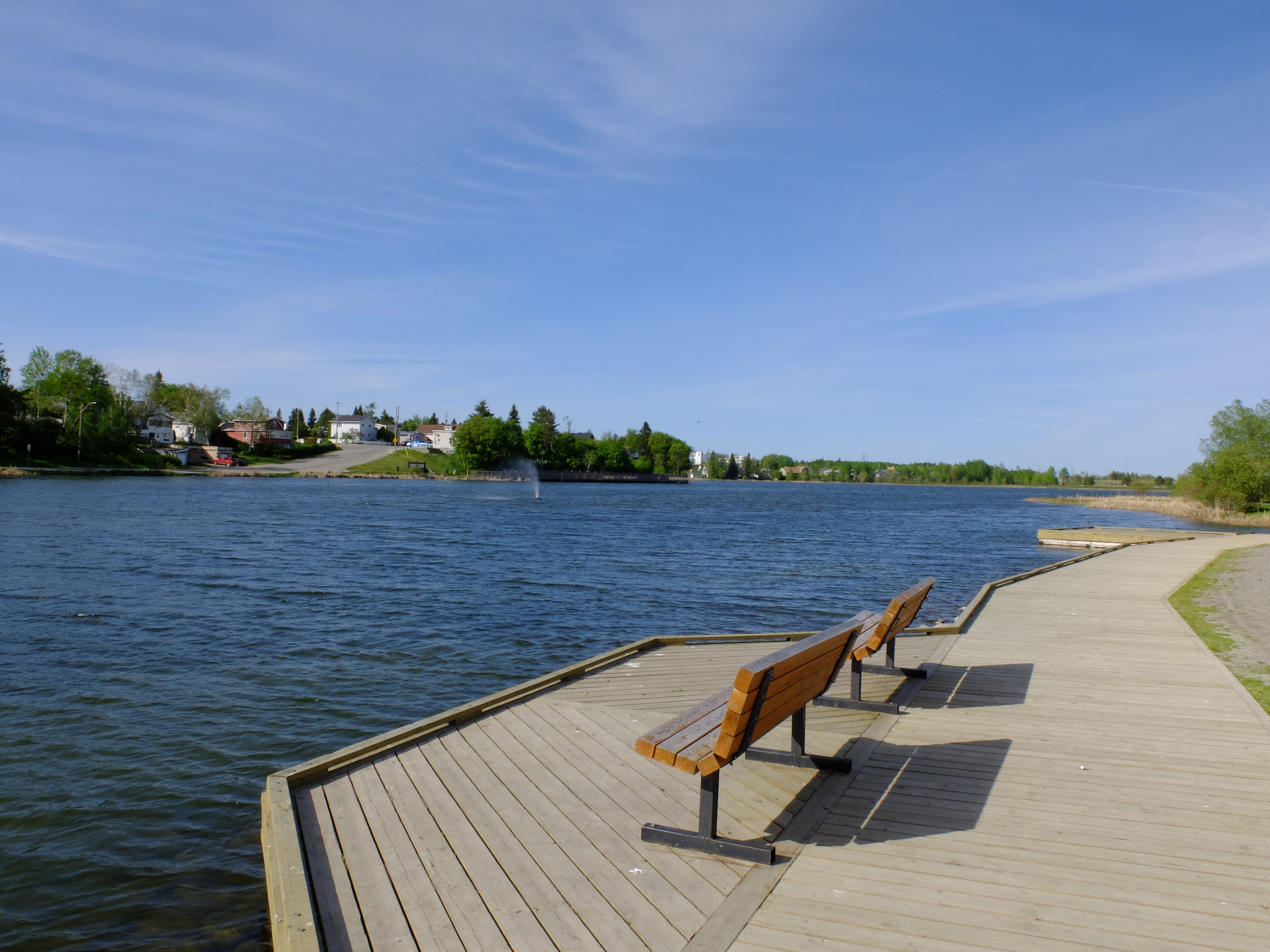
Promenade du Gillies Lake

Le Gillies Lake est un lac urbain de la municipalité de Timmins. Peu profond (environ 4 m), il est situé sur un léger promontoire à 310m d'altitude, dominant la ville de quelques mètres.
Il fait partie du réseau hydrologique de la Rivière Porcupine, au sein du bassin de la Rivière Mattagami.
Il est officiellement entré dans la base toponymique du Canada en 1989.